# Robert Stanjek
Robert Stanjek (Rüdersdorf, RDA, 7 de mayo de 1981) es un deportista alemán que compitió en vela en la clase Star.
Ganó dos medallas en el Campeonato Mundial de Star, oro en 2014 y bronce en 2011, y una medalla de oro en el Campeonato Europeo de Star de 2008. Participó en los Juegos Olímpicos de Londres 2012, ocupando el sexto lugar en la clase Star.

## Palmarés internacional
| \| Campeonato Mundial \| Campeonato Mundial \| Campeonato Mundial \| Campeonato Mundial \| \| Año \| Lugar \| Medalla \| Clase \| \| ------------------ \| ------------------------ \| ------------------ \| ------------------ \| \| 2011 \| Perth (Australia) \| Medalla de bronce \| Star \| \| 2014 \| Malcesine (Italia) \| Medalla de oro \| Star \| \| Campeonato Europeo \| \| \| \| \| Año \| Lugar \| Medalla \| Clase \| \| 2008 \| Balatonföldvár (Hungría) \| Medalla de oro \| Star \| |                          |                   |       |
| Campeonato Mundial |                          |                   |       |
| Año | Lugar                    | Medalla           | Clase |
| 2011 | Perth (Australia)        | Medalla de bronce | Star  |
| 2014 | Malcesine (Italia)       | Medalla de oro    | Star  |
| Campeonato Europeo |                          |                   |       |
| Año | Lugar                    | Medalla           | Clase |
| 2008 | Balatonföldvár (Hungría) | Medalla de oro    | Star  |